# Беляш
Беля́ш, или перемяч (от тат. пәрәмәч, вак бәлеш и баш. ваҡ бәлеш) — традиционное блюдо тюркских народов: татарской, башкирской, ногайской и казахской кухонь. Входит и в кухни других народов, например, калмыков. Широкое распространение беляши получили в СССР в качестве уличной еды в привокзальных буфетах.
Представляет собой открытый пирог из пресного или дрожжевого теста с мясным фаршем, жаренный в масле.
Название происходит от слова бэлиш, которым в татарской и башкирской кухнях называют большой печёный пирог из пресного теста с разнообразной начинкой, чаще из мяса, нарезанного кусочками и смешанного с картофелем или в редких случаях с пшеном или рисом, иногда в виде блюда, готовящегося в горшке с «крышкой» из пресного теста.
Беляш в калмыцкой кухне готовится из баранины и говядины.
Беляш в славянской кухне отличается добавлением в говяжий фарш свинины, что по религиозным традициям недопустимо у исповедующих ислам татар или башкир. У них при приготовлении беляшей может использоваться либо жирная говядина, либо баранина.